# Villahermosa, Colombia
Villahermosa är en ort i Colombia.   Den ligger i departementet Tolima, i den centrala delen av landet, 120 km väster om huvudstaden Bogotá. Villahermosa ligger 2 046 meter över havet och antalet invånare är 4 155.
Terrängen runt Villahermosa är kuperad åt nordväst, men åt sydost är den bergig. Runt Villahermosa är det ganska tätbefolkat, med 129 invånare per kvadratkilometer. Närmaste större samhälle är Líbano, 13,5 km söder om Villahermosa. I omgivningarna runt Villahermosa växer i huvudsak städsegrön lövskog.